# Кінські широти

Кі́нські широ́ти — райони Світового океану у північній та південній півкулях між 30-35° північної та південної широти відповідно, для яких характерні субтропічні океанічні антициклони зі слабкими вітрами і частими штилями. В цих широтах повітря, підняте на екваторі, стікає донизу, утворюючи зони дивергенції (розбіжності) вітрів у нижньому шарі повітря. Повітря, що стікає донизу, є відносно сухим, тому в цих широтах невеликі хмарність і кількість опадів.
У XVI—XIX століттях, за часів вітрильного мореплавства, штилі викликали тривалі затримки суден у плаванні і через нестачу питної води доводилося викидати за борт коней, яких везли з Європи до Нового Світу. Звідси і пішла назва — кінські широти.